# John Hill (botánico)
John Hill ( ca. 1716 - 21 de noviembre de 1775), invocado primeramente con el "Sir" por honores de Suecia, fue un escritor, dramaturgo, novelista, botánico, micólogo, pteridólogo, y algólogo inglés. Contribuyó con artículos de periódicos, y se le concedió el título de Sir como reconocimiento a su compendio botánico ilustrado The Vegetable System.
Era hijo del Rev. Theophilus Hill, y se decía que había nacido en Peterborough, condado de Cambridgeshire. Fue aprendiz de un boticario, y al terminar su aprendizaje, se estableció en una pequeña tienda en St Martin's Lane, Westminster. También viajó por todo el país en busca de hierbas raras, con el fin de publicar un hortus siccus, pero el plan fracasó. Su primera publicación fue una traducción de la History of Stones de Teofrasto, en 1746.
De allí en adelante fue un escritor infatigable. Editó la British Magazine (1746-1750), y por dos años desde 1751 a 1753, escribió notas diarias "The Inspector," para el London Advertiser y el Literary Gazette. También produjo novelas, obras de teatro, artículos científicos; y fue un gran contribuyente al suplemento de Ephraim Chambers Cyclopaedia.
Sus apresurados y personales escritos lo involucran en muchos pleitos. Henry Fielding lo ataca en el Covent Garden Journal, Christopher Smart se mofa en una épica, The Hilliad, contra él, y David Garrick le replica en dos epigramas, uno que arrancaba: "For physics and farces, his equal there scarce is; His farces are physic, his physic a farce is." ("Para la física y las farsas, su igual no es escaso; sus farsas son física, su físico es una farsa.")
Tiene muchos otros lances literarios, con John Rich, que lo acusa de plagiarlo en Orpheus, también con Samuel Foote y Henry Woodward.
De 1759 a 1775 se compromete en una monumental obra botánica —The Vegetable System (26 vols. fol.)— adornado con 1.600 grabados en planchas de cobre. Sus labores botánicas eran por encargo de su patrón, Lord Bute, y es premiado con la Orden de Vasa por el rey Gustavo III de Suecia, en 1774.
Tenía un título de médico de la Universidad de Edimburgo, y practica como médico charlatán, haciendo considerable ganancias preparando medicinas vegetales.
De su obra separada número setenta y seis donde es acreditado en el "Diccionario Nacional de Biografías", su más valiosa obra es en botánica. Se dijo siempre que era autor de la segunda parte de The Oeconomy of Human Life (1751), con su primera parte escrita por Lord Chesterfield, y el famoso Manual Hannah Glasse de cocina se lo atribuyen a él (ver Boswell, ed. Hill, iii. 285). El Dr Johnson dijo de él "era un ingenioso hombre, pero no veraz." Ver Cuentos cortos de la Vida, Escritos y Carácter de Sir John Hill (1779), donde se describe el catálogo de sus obras; también Temple Bar (1872, xxxv. 261-266).

## Obra
Para una lista de obras de y acerca de Hill, ver Wikisource:Author:John Hill.
- 1750, Lucine sine concubitu: carta dirigida a la Royal Society

- 1750, A Dissertation on Royal Societies

- 1751, Review of the Works of the Royal Society of London

- 1751, The Oeconomy of Human Life 2

- 1751-1753, "The Inspector" [daily column], London Advertiser and Literary Gazette

Muchas partes en Paper War of 1752-1753
- 1752, The Impertinent

- 1752, Letters from the Inspector to a Lady with the genuine Answers

- 1753, [varios arts.] Cyclopaedia, or an Universal Dictionary of Arts and Sciences, Supplement

- 1755, The useful family herbal

- 1755, Thoughts concerning God and Nature

- 1756-1757, The British Herbal

- 1757, The sleep of plants, 2ª ed. 1762, edición germana 1768

- 1758, Outlines of a System of vegetable generation

- 1759, The virtues of honey in preventing many of the worst disorders

- 1759-1775, The Vegetable System 26 vols.

- 1759, Exotic Botany …

- 1760, Flora Britanica

- 1770, The construction of timber from its early growth

- 1771, Virtues of British herbs

- 1773, A decade of curious insects

- La abreviatura «Hill» se emplea para indicar a John Hill como autoridad en la descripción y clasificación científica de los vegetales.[1]